# فرودگاه شهرستان اتیکوکان
فرودگاه شهرستان اتیکوکان (به انگلیسی: Atikokan Municipal Airport) یک فرودگاه همگانی با کد یاتا YIB است که یک باند فرود آسفالت دارد و طول باند آن ۱۰۶۷ متر است. این فرودگاه در کشور کانادا قرار دارد و در ارتفاع ۴۲۹ متری از سطح دریا واقع شده‌است.